# نقار الخشب أحمر البطن
نقار الخشب أحمر البطن (الاسم العلمي Melanerpes carolinus)، هو طائر متوسط القد من فصيلة نقار الخشب. يتكاثر بشكل رئيسي في شرق الولايات المتحدة، ويجوب جنوبا حتى تكساس وأقصى شمال كندا. اسمه الشائع مضلل إلى حد ما، حيث أن الجزء الأحمر الأبرز من ريشها موجود على الرأس. نقار الخشب أحمر الرأس، هو نوع آخر قريب نسبياً ولكنه يبدو مختلفاً تماماً.